# Laura Aikin

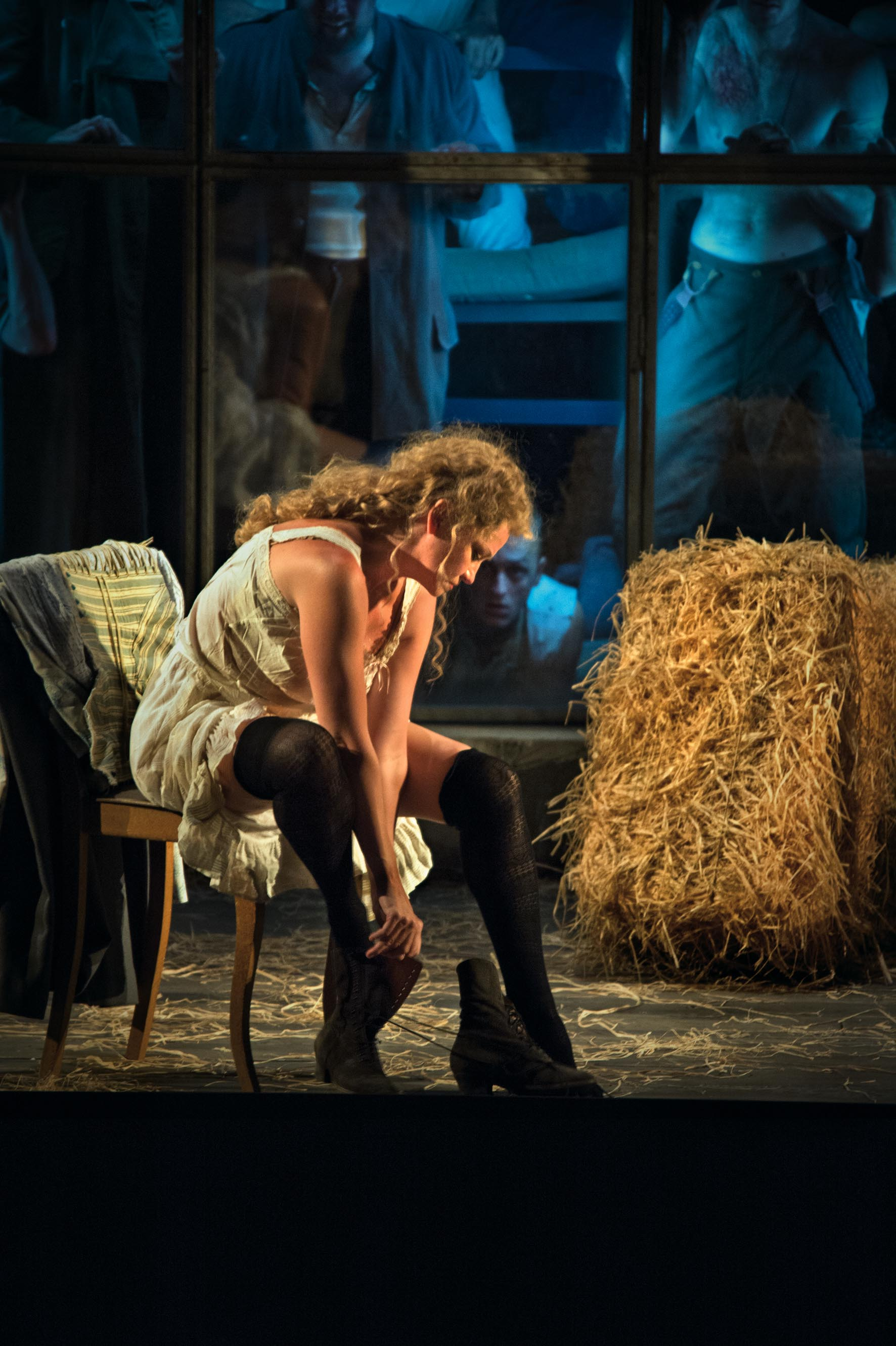
Laura Aikin als Marie in der Alvis-Hermanis-Inszenierung der Soldaten, Salzburger Festspiele 2012

Laura Aikin (geboren 1964 in Buffalo) ist eine US-amerikanische Opernsängerin (Sopran). Sie gilt als „die ideale Lulu unserer Tage“ und ist sowohl in Mozart- und Richard-Strauss-Rollen, als auch als Interpretin zeitgenössischer Musik anerkannt.

## Leben
Aikin wuchs als Tochter eines Metallarbeiters und einer Hausfrau – gemeinsam mit vier Schwestern – in bescheidenen Verhältnissen auf. Mit 15 Jahren erlebte sie erstmals eine Oper auf der Bühne. Nach dem Schulabschluss studierte sie Kunst an der State University of New York in Buffalo und Musik an der Indiana University, sowie im Rahmen eines DAAD-Stipendiums bei Kammersängerin Reri Grist an der Hochschule für Musik in München.
1991 debütierte Aikin bei einer Operngala in Berlin, von 1992 bis 1998 war sie Ensemblemitglied der Deutschen Staatsoper Unter den Linden in Berlin. Dort trat die Sängerin mehr als 300 Mal auf, konnte ein breites Repertoire aufbauen und wurde auch mit Hauptrollen betraut, wie der Königin der Nacht (Die Zauberflöte), der Zerbinetta (Ariadne auf Naxos) und der Titelrolle in Lulu.
1995 debütierte sie sowohl an der Wiener Staatsoper (als Olympia in Hoffmanns Erzählungen), als auch bei den Salzburger Festspielen (in einem Chorkonzert im Mozarteum). Seit 1998 ist Aikin an den  bedeutendsten Opernhäuser der Welt tätig, in Salzburg tritt Aikin seit 1999 regelmäßig auch in großen Bühnenrollen auf. Sie gastierte u. a. in Amsterdam (De Nederlandse Opera), Brüssel (La Monnaie), Paris (Opéra Bastille), Lyon (Opéra), Montpellier, Dresden (Semperoper), Frankfurt/Main (Oper), München (Bayerische Staatsoper), Zürich (Opernhaus), beim Maggio Musicale und an der Scala, im Teatro San Carlo von Neapel und am Teatro Liceu von Barcelona. In den Vereinigten Staaten wurde sie bislang in Chicago, an der Met, in San Francisco und in Santa Fe verpflichtet.
Laura Aikin wird sowohl wegen ihres Stimmumfangs von drei Oktaven, als auch wegen ihrer schauspielerischen Begabung und Bühnenpräsenz geschätzt. Sie lebt mit ihren zwei Kindern in Berlin.

## Repertoire
Aikins Paraderolle ist die Titelrolle in Lulu von Alban Berg. Sie verkörperte diese Partie zuerst in Berlin, ab 2002 in Amsterdam und Zürich, von 2003 bis 2011 in einer Willy-Decker-Inszenierung in Paris, schließlich ab 2009 in einer Peter-Stein-Inszenierung in Lyon, Mailand und bei den Wiener Festwochen.
Erfolgreich waren auch ihre Auftritte in den klassischen Koloraturpartien von Mozart, Jacques Offenbach und Richard Strauss: Die Königin der Nacht (Die Zauberflöte) sang sie in Berlin und Wien, 1998 an der Met und 1999 in der Achim-Freyer-Inszenierung bei den Salzburger Festspielen. Als Konstanze (Die Entführung aus dem Serail) trat sie in Frankfurt, München, Amsterdam, Brüssel, sowie 2003 und 2006 bei den Salzburger Festspielen auf. Die Olympia (Hoffmanns Erzählungen) verkörperte sie in Berlin, Wien und Paris, die Zerbinetta (Ariadne auf Naxos) wiederum in Berlin, Wien und Paris, sowie in München, Mailand, Florenz, Lyon und Chicago, die Fiakermilli (Arabella) nur in New York.
Die Sängerin verfügt aber über ein weit gefächertes Repertoire, das vom Barock bis in die Gegenwart reicht. Ihre Mozart-Rollen reichen von Frühwerken – wie die Titelrolle in Zaide (in Berlin), Aspasia im Mitridate (Santa Fe), Guinia in Lucio Silla (Barcelona) – über das Blondchen (Die Entführung aus dem Serail, Salzburger Festspiele 2004) bis zur Donna Anna (Don Giovanni, konzertant 2010 in Budapest und 2011 in New York). In Richard-Strauss-Werken verkörperte sie auch die Aminta in der Schweigsamen Frau, die Aithra in der Ägyptischen Helena und mehrfach die Sophie im Rosenkavalier. Darüber hinaus sang Aikin auch klassisches Repertoire – die Gilda (Rigoletto) in Berlin, die Marcelline (Fidelio) in Mailand und die Adele (Die Fledermaus) in Berlin und Wien.
Aus dem Barockrepertoire sind die Cleopatra in Giulio Cesare (in Dresden) und die Titelpartie in Alcina (beim Festival in Beaune) zu erwähnen. Aikin trat auch in Partien wie der Amenaìde im Tancredi (in Berlin und Zürich), und der Diana in Vicente Martín y Solers L’arbore di Diana (in Barcelona) auf, 
Bemerkenswert ist das Engagement der Künstlerin für Werke zeitgenössischer Komponisten. Sie wirkte in folgenden Ur- und Erstaufführungen, bzw. wichtigen Wiederaufnahmen mit:
- 2003 als Badi’at in der Uraufführung von Hans Werner Henzes L’Upupa bei den Salzburger Festspielen
- 2005 als Flight Controller in der Wiederaufnahme von Jonathan Doves Flight beim Glyndebourne Festival
- 2007 als Manon in der Spanischen Erstaufführung von Henzes Boulevard Solitude am Teatro Liceu in Barcelona
- 2012 als Marilyn Monroe in der Uraufführung von Waiting for Miss Monroe von Robin de Raaff an der De Nederlandse Opera in Amsterdam
- 2012 als Marie in Bernd Alois Zimmermanns Soldaten bei den Salzburger Festspielen
- 2013 als Morgan Le Fey in der Kontinentaleuropäischen Erstaufführung von Birtwistles Gawein, wiederum bei den Salzburger Festspielen
- 2015 als Emilia Marti in Die Sache Makropulos, Wiener Staatsoper

Auch im Bereich der klassischen Moderne war die Sängerin aktiv, so als Soeur Constance in den Dialogues des Carmélites an der Scala, als Anne Truelove in The Rake’s Progress und als Angel in Olivier Messiaens Saint François d’Assise, beide in San Francisco, sowie als Cundegonde in Candide in Neapel. Seit dem Ende der 2000er Jahre versucht die Sängerin, auch im Belcanto-Fach Fuß zu fassen – so als Minna im französischen „Holländer“ (Le vaisseau fantôme) von Pierre-Louis Dietsch in Berlin, in der Titelrolle von Lucia di Lammermoor in Montpellier und als Marguerite de Valois in Les Huguenots in Straßburg.

## Diskografie (Auswahl)
- Ludwig van Beethoven: Christus am Ölberge. Chicago Symphony Orchestra, dirigiert von Daniel Barenboim
- Bernard Herrmann: Wuthering Heights. Orchestre national de Montpellier, dirigiert von Alain Altinoglu
- Ned Rorem: Lieder. Begleitet am Flügel von Donald Sulzen
- Arnold Schönberg: Die Jakobsleiter. Südwestfunk Symphony Orchestra
- Ottorino Respighi: La campana sommersa. Operá de Montpellier

### Auf DVD
- Alban Berg: Lulu – live aus dem Opernhaus Zürich.
- Hans Werner Henze: L’Upupa
- Wolfgang Amadeus Mozart: Die Entführung aus dem Serail – Salzburger Festspiele
- Francis Poulenc: Dialogues des Carmélites – Mailänder Scala, Leitung: Riccardo Muti